# Ouvrier agricole
Un ouvrier agricole est une personne qui travaille dans l'agriculture. 
L'ouvrier agricole travaille dans des fermes de toutes les tailles, depuis des petites exploitations familiales jusqu'à de grandes exploitations d'agriculture intensive. Suivant le lieu et le type de ferme, le travail peut être saisonnier ou permanent. 
Le travailleur saisonnier, parfois un travailleur immigré, est généralement un employé à très bas salaire. Le travailleur permanent, plus souvent employé dans des fermes dont la production est annuelle, comme l'industrie laitière ou celle de la viande bovine, peut avoir des compétences ou une formation qui justifie un salaire plus élevé.
La mécanisation du travail agricole qui entraîne un besoin moindre de main d'œuvre humaine, pousse les ouvriers agricoles vers l'industrie et à se rapprocher des villes. 
Jusqu'au début du XXe siècle, l'ouvrier agricole était appelé cultivateur journalier.